# Dieter Schiller (Germanist)
Dieter Schiller (* 16. März 1933 in Eisenach) ist ein deutscher Literaturwissenschafter und Germanist.

## Leben
Dieter Schiller wurde 1933 in Eisenach (Thüringen) geboren, studierte 1951 bis 1955 an der Humboldt-Universität in Berlin (Ost) Germanistik und arbeitete dort von 1955 bis 1965 als Assistent und Oberassistent auf dem Gebiet der neueren deutschen Literatur, speziell zur deutschen Literatur 1770 bis 1830. Gleichzeitig entstanden literaturkritische Texte zur Gegenwartsliteratur. Ab 1960 war Schiller als Inoffizieller Mitarbeiter der DDR-Staatssicherheit unter dem Decknamen Kurt erfasst und bis 1962 tätig.
1965 wechselte er zum Institut für deutsche Sprache und Literatur der Deutschen Akademie der Wissenschaften zu Berlin, später Akademie der Wissenschaften der DDR, als Forschungsgruppen- und Abteilungsleiter für deutsche Literatur im 20. Jahrhundert. Nach Gründung des Zentralinstituts für Literaturgeschichte war er vorwiegend als Forschungsgruppenleiter für deutsche Literatur im Exil und Stellvertretender Direktor des Instituts tätig (1976/80 und 1986/90). Er promovierte 1965, habilitierte sich 1973 und wurde im gleichen Jahr zum Professor der Akademie berufen.
1977 bis 1990 leitete er das Herausgebergremium des vom Zentralinstitut herausgegebenen Referatedienstes zur Literaturwissenschaft.
Als Mitherausgeber und Mitautor war er am Lexikon sozialistischer deutscher Literatur (Leitung: Silvia Schlenstedt, Halle/Saale 1963) und am Lexikon sozialistischer Literatur (Leitung: Simone Barck, Stuttgart 1994) sowie an der Geschichte der deutschen Literatur von den Anfängen bis zur Gegenwart, Band 6 bis 10 (Hrsg. von Hans-Günther Thalheim, Berlin: Volk und Wissen Volkseigener Verlag 1973–1979) beteiligt. Im Jahr 1978 bereitete er im Auftrag des Instituts ein Internationales Kolloquium zur „Deutschen Literatur im internationalen antifaschistischen Widerstand“ vor und wurde Mitautor des Bandes 7 von Kunst und Literatur im antifaschistischen Exil (Leitung: Werner Mittenzwei, Verlag Philipp Reclam jun. Leipzig 1981).
1975 bis 1990 leitete er den Zentralen Arbeitskreis Johannes R. Becher im Kulturbund der DDR und redigierte gemeinsam mit Hans-Peter Klausnitzer das Mitteilungsblatt bemühungen.
Er forscht und publiziert zur deutschen Literatur im 20. Jahrhundert, seine Spezialgebiete sind die deutsche Literatur im Exil 1933–1945 und die deutsche sozialistische Literatur.
Dieter Schiller lebt als Privatgelehrter in Berlin. Seit 1979 ist er mit der Germanistin Leonore Krenzlin verheiratet.

## Veröffentlichungen (Auswahl)

### Monografien
- Von Grund auf anders. Programmatik der Literatur im antifaschistischen Kampf während der dreißiger Jahre. Berlin: Akademie Verlag 1974
- Schwieriges Erbe. Der Umgang mit Nationalsozialismus und Antisemitismus in Österreich, der DDR und der Bundesrepublik Deutschland. Frankfurt/Main; New York 1995
- Der verweigerte Dialog. Zum Verhältnis von Parteiführung der SED und Schriftstellern im Krisenjahr 1956/57. Karl Dietz Verlag Berlin 2003
- Im Widerstreit geschrieben. Vermischte Texte 1966–2006 (Erkundungen – Entwürfe – Erfahrungen 3). Berlin: Edition Schwarzdruck 2008.
- Der Traum von Hitlers Sturz. Studien zur deutschen Exilliteratur 1933–1945. Frankfurt am Main, Berlin, Bern, Bruxelles, New York, Oxford, Wien 2010.
- Einzelheiten und Beispiele. Gelesenes und Geschriebenes aus vierzig Jahren. Edition Schwarzdruck, Gransee 2012.
- (zusammen mit Leonore Krenzlin:) Rückblick auf ein verlorenes Land. Studien und Skizzen zur Literatur der DDR (= Erkundungen – Entwürfe – Erfahrungen, Bd. 22). Edition Schwarzdruck, Gransee 2019, ISBN 978-3-96611-000-6.

### Herausgeberschaften
- Erich Mühsam: Ausgewählte Werke in Einzelausgaben. Hrsg. v. d. Deutschen Akademie der Künste zu Berlin. Auf der Grundlage der Arbeiten von F.A. Hünich neu zusammengestellt, erweitert und mit Nachworten v. Dieter Schiller. Band 1 u. 2. Berlin: Volk und Welt 1961
- Mitherausgeber und Mitautor von Der deutschsprachige Roman im 20. Jahrhundert. Überlegungen, Analysen, Entwicklungslinien. Band 1 u. 2. Hrsg. vom Institut für deutsche Sprache und Literatur der Deutschen Akademie der Wissenschaften zu Berlin (Dieter Schlenstedt, Manfred Hahn und Dieter Schiller) und vom Germanistischen Institut der Humboldt-Universität Berlin (Inge Diersen und Klaus Hermsdorf). Berlin und Weimar: Aufbau-Verlag 1969 (Das Erscheinen der beiden Bände wurde untersagt.)
- Mitherausgeber und Mitautor von Dialog über Tradition und Erbe. Ein interdisziplinäres Kolloquium des Forschungsbereichs Gesellschaftswissenschaften der Akademie der Wissenschaften der DDR im März 1973. Hrsg. v. Dieter Schiller und Helmut Bock. Berlin: Akademie Verlag 1976
- Erich Mühsam: Ausgewählte Werke. Band 1 u. 2. Hrsg. von Christlieb Hirte unter Mitarbeit von Roland Links und Dieter Schiller. Mit einem Nachwort von Dieter Schiller. Berlin: Verlag Volk und Welt 1978
- Mitherausgeber und Mitautor von: Lexikon sozialistischer Literatur: ihre Geschichte in Deutschland bis 1945. Hrsg. von Simone Barck, Silvia Schlenstedt, Tanja Bürgel, Volker Giel, Dieter Schiller unter Mitarbeit von Reinhard Hillich. Metzler, Stuttgart / Weimar 1994.

### Buchbeiträge
- Mitautor von Geschichte der deutschen Literatur 1917 bis 1945. Von einem Autorenkollektiv unter Leitung von Hans Kaufmann in Zusammenarbeit mit Dieter Schiller. (Geschichte der deutschen Literatur von den Anfängen bis zur Gegenwart. Zehnter Band). Berlin: Volk und Wissen Volkseigener Verlag 1973
- Rosa Luxemburg 1871–1919. In: Positionsbestimmungen. Zur Geschichte marxistischer Theorie von Literatur und Kultur am  Ausgang des 19. und Beginn des 20. Jahrhunderts. Hrsg. von Dieter Schlenstedt und Klaus Städtke. Leipzig: Reclam 1977
- Im Chaos der verstellten Stimmen. Entwicklungsroman als Bewußtseinsroman. Johannes R. Bechers „Abschied“. In: Erfahrung Exil. Antifaschistische Romane 1933–1945. Analysen. Hrsg. von Sigrid Bock und Manfred Hahn. Berlin und Weimar: Aufbau-Verlag 1979
- Dieter Schiller, Karlheinz Pech, Regine Herrmann, Manfred Hahn: Exil in Frankreich (Kunst und Literatur im antifaschistischen Exil 1933–1945 in sieben Bänden, Band 7). Leipzig: Verlag Philipp Reclam jun. 1981
- Dieter Schiller, Karlheinz Pech, Regine Herrmann, Manfred Hahn: Exil in Frankreich (Kunst und Literatur im antifaschistischen Exil 1933–1945 in sieben Bänden, Band 7). Leipzig: Verlag Philipp Reclam jun. 1981
- Geistige Differenz und politische Disziplin. Klaus Mann zwischen 1930 und 1935. In: Wer schreibt, handelt. Strategien und Verfahren literarischer Arbeit vor und nach 1933. Hrsg. von Silvia Schlenstedt. Berlin und Weimar: Aufbau-Verlag 1983
- Drama zwischen Gott und Satan. Auseinandersetzung mit dem Faschismus. Elisabeth Langgässer: Das unauslöschliche Siegel In: Erfahrung Nazideutschland. Romane in Deutschland 1933–1945. Hrsg. von Sigrid Bock und Manfred Hahn. Berlin und Weimar: Aufbau-Verlag 1987
- Alltag, Widerstand und jüdisches Schicksal. Aspekte der Auseinandersetzung mit dem Dritten Reich in der literarischen Öffentlichkeit der SBZ und frühen DDR. In: Werner Bergmann, Rainer Erb, Albert Lichtblau (Hg.):
- Kulturelle Organisationen und Verlage. Zwei Beiträge in: Handbuch der deutschsprachigen Emigration 1933–1945. Hrsg. von Claus-Dieter Krohn, Patrik von zur Mühlen, Gerhard Paul und Lutz Winckler in Zusammenarbeit mit der Gesellschaft für Exilforschung. Wissenschaftliche Buchgesellschaft, Darmstadt 1998.
- Briefe aus dem Exil nach Moskau. Der Briefwechsel zwischen Anna Seghers und den Redakteuren der Moskauer Zeitschriften „Das Wort“ und „Internationale Literatur“ zwischen 1933 und 1945. (Mit Vorbemerkung und erläuternden Anmerkungen von Leonore Krenzlin und Dieter Schiller). In: Argonautenschiff. Jahrbuch der Anna-Seghers-Gesellschaft Berlin und Mainz e.V. 11/2002
- Staatsräson und Dialog. Zum Umbau des Kulturbunds in den ersten fünfziger Jahren. In: Siegfried Prokop, Dieter Zänker (Hrsg.): Verlorene Träume. Zum 60. Jahrestag der Gründung des Kulturbundes. (Schriften zur Geschichte des Kulturbundes Band 1). Kai Homilius Verlag Berlin 2007
- Überparteilich, nicht neutral. Fragmente zur politischen Geschichte des Kulturbundes zur demokratischen Erneuerung Deutschlands. Hg. von Siegfried Prokop und Dieter Zänker im Auftrage des Kulturbunds e. V. Kai Homilius Verlag Berlin 2009
- Kommt das Dritte Reich? – Drei Streitschriften gegen die Nazis am Beginn der dreißiger Jahre. In: Friedhelm Greis und Ian King (Hg.), Mit der Schreibmaschine gegen die Katastrophe. Literarische Publizistik wider den Nationalsozialismus. Dokumentation der Tagung 2009 „Küßt die Faschisten, wo ihr sie trefft!“ (Schriftenreihe der Kurt Tucholsky-Gesellschaft Band 5). St. Ingbert 2010
- Oskar Maria Graf und die German-American Writers Association (GAWA) 1938 bis 1940. In: Jahrbuch 2011 der Oskar Maria Graf-Gesellschaft, hg. von Ulrich Dittmann und Hans Dollinger. München 2011
- Antwort auf einige Fragen eines Bundesdeutschen zur DDR-Literatur. In: Andreas Heyer (Hrsg.): Diskussionen aus der DDR. Festschrift zum 75. Geburtstag von Siegfried Prokop, Band 2. Norderstedt 2015, S. 11–39.

### Zeitschriftenbeiträge
- Über Verständlichkeit von Gedichten. In: Forum 1966/12
- Zu Begriff und Problem der Literaturgesellschaft. In: Studien zur Literaturgeschichte und Literaturtheorie. Hrsg. von Hans-Günther Thalheim und Ursula Wertheim. Berlin: Rütten und Loening 1970
- Die Wahlverwandtschaften. Bemerkungen zum Verhältnis von Film und Buch. In: Film und Fernsehen 1974/12
- Literarischer Prozeß und Literaturdebatten. Anmerkungen zur Differenziertheit und Einheit der antifaschistischen Literatur. In: Weimarer Beiträge 6/1979
- Schriftsteller im Saarkampf. In: Weimarer Beiträge 1/1985
- Der „Freie Künstlerbund 1938“. Eine antifaschistische Kulturorganisation im Pariser Exil. In: Bildende Kunst 1987/11
- Mit zugehaltenem Mund. Das Dilemma des Dichters Johannes R. Becher. In: Wochenpost 1991/22
- Der abwesende Lehrer. Georg Lukács und die Anfänge marxistischer Literaturkritik und Germanistik in der SBZ und frühen DDR. (Pankower Vorträge, Heft 9). Helle Panke e.V. Berlin 1998
- Arnold Zweig in der Akademie der Künste. (Pankower Vorträge Heft 29). Helle Panke e.V. Berlin 2000
- Kurellas Kulturkommission – Auftrag und Scheitern 1957–1962. (Hefte zur DDR-Geschichte 74). Helle Panke e.V. Berlin 2001
- Über Ottwalt, Herzfelde und den Bund proletarisch-revolutionärer Schriftsteller in Prag. Studien und Dokumente (= Pankower Vorträge 44), Helle Panke e.V. Berlin 2002
- Hoffnung auf Tauwetter. Von der Kritikerkonferenz zum Schriftstellerkongreß (April 1955 bis Januar 1956). (hefte zur ddr-geschichte 78). Helle Panke e.V. Berlin 2003
- Ein Buch als Ärgernis. Stefan Heyms „Der Tag X“ und die Parteiprominenz der SED. (hefte zur ddr-geschichte 83). Helle Panke e.V. Berlin 2003
- Der Tag des verbrannten Buches und die Deutsche Freiheitsbibliothek. Zum 70. Gründungstag der Deutschen Freiheitsbibliothek im Mai 1934 (Pankower Vorträge Heft 62). Helle Panke e. V. Berlin 2004
- Stimme aus Deutschland. Der Bund proletarisch-revolutionärer Schriftsteller in Berlin und Paris 1933–1935 (Pankower Vorträge Heft 72). Helle Panke e. V. Berlin 2005
- Linke Europa-Konzepte in der deutschen Literatur und Publizistik der zwanziger und dreißiger Jahre (Pankower Vorträge Heft 98). Helle Panke Berlin 2007.
- Der Träumer und die Politik. Louis Fürnberg zum 50. Todestag. (Pankower Vorträge Heft 103). Helle Panke Berlin 2007.
- „Ich bin kein Agent der Sowjetunion“. Klaus Mann in den Jahren zwischen 1938 und 1946 (Helle Panke 109), Helle Panke, Berlin 2008.
- Erich Mühsam. Schriftsteller, Anarchist, Antifaschist. Drei Studien (Pankower Vorträge Heft 140). Helle Panke e.V. Berlin 2010
- Mit Geschichte will man etwas. Geschichtsroman und Zeitroman in der deutschen Exilliteratur 1933–1945 (Pankower Vorträge Heft 142). Helle Panke e.V. Berlin 2010
- Alternative zum bürgerlichen Literaturbetrieb? Rückblicke auf die proletarisch-revolutionäre Literatur der 20er/30er Jahre in Deutschland (Pankower Vorträge Heft 147). Berlin 2010.
- Über das Institut zum Studium des Faschismus in Paris 1934/35. In: Weimarer Beiträge 2011/3, S. 370–394.
- „Hitler treibt zum Krieg.“ Krieg und Frieden im literarischen Diskurs des antifaschistischen Exils der dreißiger Jahre (Pankower Vorträge Heft 165). Berlin 2012.
- „Erbschaft dieser Zeit“? Ernst Bloch und seine Moskauer Kontrahenten 1935/36. Festvortrag von Prof. Dr. Dieter Schiller zu seinem 80. Geburtstag (Pankower Vorträge Heft 182). Berlin 2013.
- Heran an die Massen! oder Lesen ist Parteipflicht! Kritische Betrachtungen zum Feuilleton der „Roten Fahne“ Berlin 1920–1932 (Pankower Vorträge Heft 192). Berlin 2014.
- Münzenberg und die Intellektuellen. Die Jahre in der Weimarer Republik 1921–1933 (Pankower Vorträge Heft 193). Berlin 2014.
- „Warte nicht!“ Tucholskys Beiträge zur Arbeiter-Illustrierten Zeitung. Mit zwei weiteren Studien, zusammengestellt anläßlich seines 125. Geburtstages (Pankower Vorträge Heft 194). Berlin 2015.

### Sonstige
- Rainer Maria Rilke: Die Aufzeichnungen des Malte Laurids Brigge. Roman. Nachwort und Briefanhang von Dieter Schiller. Leipzig: Dieterich’sche Verlagsbuchhandlung 1984 (Zweite Auflage 1990).